# Wakōdo no yume
Wakōdo no yume (若人の夢, Somnis de joventut) és una pel·lícula japonesa muda de comèdia dirigida per Yasujirō Ozu i estrenada el 1928.
La pel·lícula i el seu guió es consideren perduts.

## Sinopsi
Comèdia sobre la vida en una pensió d'estudiants universitaris, basada en diverses pel·lícules estatunidenques.

## Repartiment
- Hisao Yoshitani : Heiichi Katō, un estudiant de la universitat W
- Junko Matsui : Yuriko, la seva jove amiga
- Tatsuo Saitō: Chōkichi Okada, un estudiant de la universitat W
- Kikuno Inagaki(acreditat com Nobuko Wakaba) : Miyoko, la seva jove amiga
- Takeshi Sakamoto: Sr. Okada, el pare de Chōkichi
- Kenji Ōyama: Furukawa, el sastre
- Eiko Takamatsu: la matrona
- Tokio Seki : el borratxo
- Shigeru Ogura: un estudiant
- Chishū Ryū: un estudiant